# Nigâr Hanım
Nigâr Hanım (ur. 1856 w Stambule, Imperium Osmańskie, zm. 1 kwietnia 1918 tamże) – turecka poetka, pisarka oraz tłumaczka.

## Życiorys
Urodziła się w Stambule jako córka Macara Osmana Paszy - szlachcica pochodzenia węgierskiego, emigranta po Powstaniu węgierskim 1848. Ukończyła francuską szkołę w Kadıköy. Następnie pobierała lekcje w domu. Już w młodym wieku umiała grać na fortepianie i znała osiem języków. Wyszła za mąż w wieku 14 lat, ale po kilku latach rozwiodła się.
Jej wczesne wiersze powstawały w tradycyjnym stylu Dywanu, lecz później, zainspirowana przez twórczość Recaizade Mahmuta Ekrema, zaczęła pisać w stylu bardziej modernistycznym inspirowanym ówczesną poezją świata zachodniego.
Jej pierwszy tom Efsûs z 1877 był pierwszym napisanym przez kobietę w zachodnim stylu. Jej kobiecość była widoczna w stylu pisania i wyborze tematów. Oprócz poezji pisała również prozę i tłumaczyła.
Była znaczącą postacią w społeczeństwie. Oprócz pisania poezji jej styl bycia i ubierania wywarł duży wpływ na społeczeństwo i postrzeganie w nim kobiet. Choć nie można jej nazwać feministką, jej poglądy na rolę kobiety wyprzedzały czasy, w których żyła.
Jej działalność humanitarna została doceniona, a ona sama odznaczona Orderem Dobroczynności
Pod koniec życia popadła w izolację i zmarła w samotności.

## Twórczość

### Wiersze
- Efsûs I (1877)
- Efsûs II (1891)
- Nîram (1896)
- Aks-i Seda (1900)
- Elhan-i Vatan (1916)

### Sztuki teatralne
- grive (1912)
- Tesir-i Aşk

### Wspomnienia
- Hayatımın Hikâyesi (wydane 1959)[3]